# فرقد
گاما خرس کوچک یا فَرقَد یک ستاره است که در صورت فلکی خرس کوچک قرار دارد.